# وادي السعيرة

## الموقع
وتقع الأجزاء السفلى وبعض الأجزاء العليا من حوض وادي السعيرة ضمن الأجزاء المحمية في محمية الإمام عبد العزيز بن محمد الملكية، أما أجزاءه الوسطى وبعض أجزائه العليا فإنها تقع في منطقة توجد فيها محاجر وكسارات تنتج مواد صخرية تستخدم في الأعمال الإنشائية، ومن الناحية الإدارية تشكل اراضي حوضه جزء من محافظة رماح في المملكة العربية السعودية. وتبدأ منابع وادي السعيرة عند خط طول 47.025538 درجة شرقا ودائرة عرض 25.175362 درجة شمالا، وذلك من أرض مرتفعة نسبيا تمر فيها خطوط تقسيم المياه لأحواض التصريف المتجاورة، والتي تقع بين حوض شعيب لبجة وحوض وادي خويش الريان. وبشكل عام يتجه المجرى الرئيسي لوادي السعيرة من الجنوب الغربي نحو الشمال الشرقي، حتى يلتقي مع وادي المساجدي عند خط طول 47.132794 درجة شرقا ودائرة عرض 25.358735 درجة شمالا. 

## وادي السعيرة
وادي السعيرة هو أحد الروافد السفلى لوادي المساجدي، ويصرف حوض وادي السعيرة منطقة جغرافية مستطيلة تمتد من الجنوب الغربي إلى الشمال الشرقي، ويحده من الشمال الغربي احواض روافد صغيرة لوادي المساجدي، بالإضافة إلى شعيب لبجة، وهو أحد الروافد الرئيسية الجنوبية لوادي المساجدي، ويحده من الجنوب الشرقي حوض وادي خويش الريان. وتقع الأجزاء السفلى وبعض الأجزاء العليا من حوض وادي السعيرة ضمن الأجزاء المحمية في محمية الإمام عبد العزيز بن محمد الملكية، أما أجزاءه الوسطى وبعض أجزائه العليا فإنها تقع في منطقة توجد فيها محاجر وكسارات تنتج مواد صخرية تستخدم في الأعمال الإنشائية، ومن الناحية الإدارية تشكل اراضي حوضه جزء من محافظة رماح في المملكة العربية السعودية. وتبدأ منابع وادي السعيرة عند خط طول 47.025538 درجة شرقا ودائرة عرض 25.175362 درجة شمالا، وذلك من أرض مرتفعة نسبيا تمر فيها خطوط تقسيم المياه لأحواض التصريف المتجاورة، والتي تقع بين حوض شعيب لبجة وحوض وادي خويش الريان. وبشكل عام يتجه المجرى الرئيسي لوادي السعيرة من الجنوب الغربي نحو الشمال الشرقي، حتى يلتقي مع وادي المساجدي عند خط طول 47.132794 درجة شرقا ودائرة عرض 25.358735 درجة شمالا. ونظرا لتعرض الأجزاء الوسطى وبعض الأجزاء العليا من حوض وادي السعيرة إلى تغيرات كبيرة بفعل النشاط البشري الكثيف، والتي بدورها أثرت بشكل قوى على طبيعة حوض التصريف لوادي السعيرة، فإنه من الصعب باستخدام صور الاستشعار عن بعد الحديثة لتحديد مسار مجراه الرئيسي وروافده في منطقة في وسط حوض الوادي تمتد فيه بأكثر من 15كم، ولكن يمكن قياس طول مجراه من صور الاستشعار عن بعد التاريخية السابقة لحدوث أنشطة استغلال المواد الصخرية فيه، وذلك مثل صورة الاستشعار عن بعد التاريخية المتوفرة على قوقل ايرث المصورة في شهر ديسمبر من عام 1995م، فقد بلغ طول مجراه الرئيسي من منبعه إلى ملتقاه بوادي المساجد حوالي 27كم، منها 4كم تقع ضمن نطاق الحماية تمتد من منابعه إلى الحد الغربي لمنطقة المحاجر والكسارات، وحوالي 15كم تقع خارج نطاق الحماية، حيث كان مجراه الرئيسي يمتد في وسط منطقة المحاجر والكسارات الحالية، وحوالي 8كم من أجزائه السفلى تقع ضمن نطاق الحماية، وتمتد من شرق منطقة المحاجر والكسارات إلى ملتقاه مع وادي المساجدي. ويظهر من صور قوقل ماب أن الأجزاء العليا من حوض وادي السعيرة تتكون من أرض قليلة التضرس، بينما أجزائه السفلى تتكون من أرض فيها تلال، وأن روافد الوادي في أجزائه الواقعة خارج منطقة المحاجر والكسارات قصيرة نسبيا، وتلتقي مع بعضها البعض بزوايا حادة، معطية بذلك نمطا شجريا، ويتضح من الصور أيضا أن أغلب التعرجات في مجراه الرئيسي خفيفة الإنحناء. كما يتبين من الصور أن الأجزاء السفلى من وادي السعيرة تحتوي على غدران من مياه السيول المتجمع في منخفضات بطن الوادي الطبيعية، وتعد هذه الغدران من مناهل المياه الموسمية في العرمة لأنها تحتفظ بكميات من مياه السيول في مواسم سقوط الأمطار، كما أن الصور تظهر وجود أشجار على جوانب مجاري المياه في حوض وادي السعيرة، خاصة في أجزائه السفلى ويزدار تركزها وكثافتها بالقرب من مناطق الغدران.